# Tegostoma albinalis
Tegostoma albinalis là một loài bướm đêm trong họ Crambidae.